# Ford Lion AJD
Con il nome Ford Lion AJD si intende una famiglia di motori diesel per uso automobilistico prodotti a partire dal 2004 dalla Casa automobilistica statunitense Ford. Una buona parte di questi motori è stata realizzata in joint-venture con il gruppo automobilistico francese PSA.

## Caratteristiche e versioni

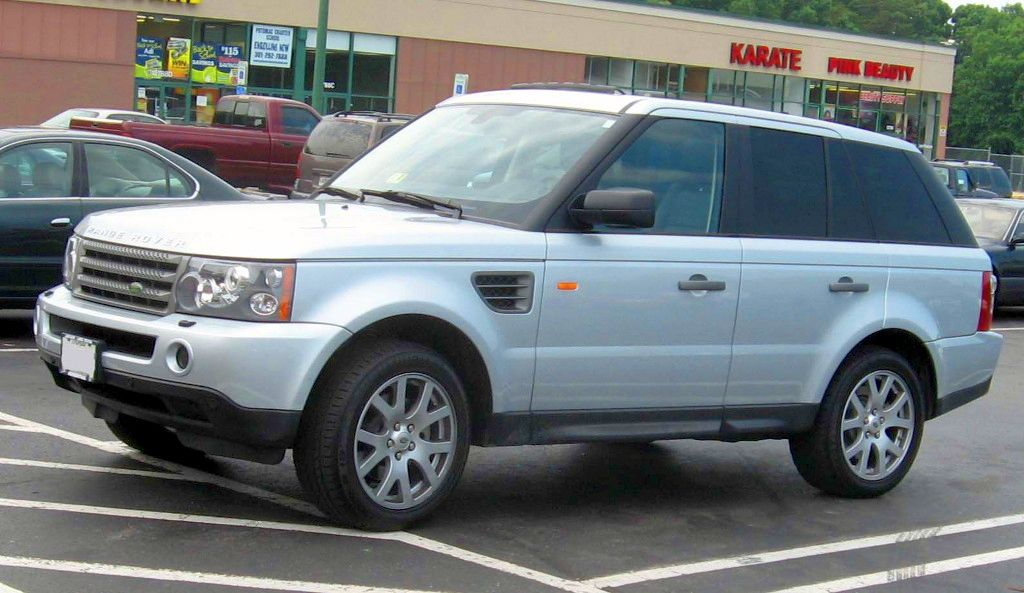
Le Range Rover Sport montano anche motori V8 della serie Lion AJD

La nascita di questa famiglia di motori va fatta risalire al 1999, anno in cui il Gruppo Ford ed il Gruppo PSA strinsero un accordo per la produzione in comune di motori diesel. Da tale joint-venture sarebbero nati svariati motori di diverse fasce di utilizzo. Le versioni di punta sono quelle appartenenti proprio a quella che il Gruppo Ford ha battezzato famiglia Lion.  Tale famiglia ha avuto origine nel 2004 con la nascita di una prima versione, un V6 da 2.7 litri utilizzata anche su modelli del gruppo francese. In seguito sarebbe arrivata anche una versione V8 da 3.6 litri, quest'ultima montata solo da modelli del gruppo Ford.

Le caratteristiche comuni a queste tre versioni sono l'utilizzo di una lega in ghisa grafitica compattata (CGI) per la realizzazione del monoblocco e le testate in lega di alluminio. Comune a tutte le versioni è anche l'alimentazione ad iniezione diretta common rail.

Presso la Ford, questi motori entrano a far parte della più ampia famiglia di motori Duratorq, di cui rappresentano le versioni di punta.

Di seguito sono illustrate le caratteristiche di queste due versioni.

### Lion AJD-V6
Si tratta del primo motore Lion ad esordire. È il V6 prodotto in joint-venture con il Gruppo PSA. Tale propulsore è stato prodotto in due versioni, rispettivamente da 2.7 e da 3 litri ed è sovralimentato da due turbocompressori. È stato il primo V6 turbodiesel ad equipaggiare una Jaguar (appartenuta alla Ford dal 1989 al 2008).

#### AJD-V6 da 2.7 litri
La versione 2.7 è stata progettata e realizzata congiuntamente con il Gruppo PSA, presso il quale tale motore è conosciuto con la sigla DT17. È l'unico motore di questa famiglia ad essere stato montato anche su modelli del gruppo francese.

#### AJD-V6 Gen III-S
La versione da 3 litri, introdotta nel marzo del 2009, è caratterizzata da una cilindrata di 2993 cc (alesaggio e corsa: 84x90 mm) e da un rapporto di compressione pari a 16:1. Ma sintetizzarlo in questo modo sarebbe riduttivo. Prima di tutto ne esistono cinque varianti, ma le principali sono essenzialmente due, una più prestante e l'altra di meno. La versione meno prestante è arrivata qualche mese dopo, nell'estate del 2009, e pur essendo la versione meno brillante delle due, eroga però già 241 CV ed è la variante utilizzata anche dal gruppo PSA sui suoi modelli di punta, sebbene abbia trovato pure alcune applicazioni anche in alcuni modelli Jaguar. Il suo nome in codice è DT20C.

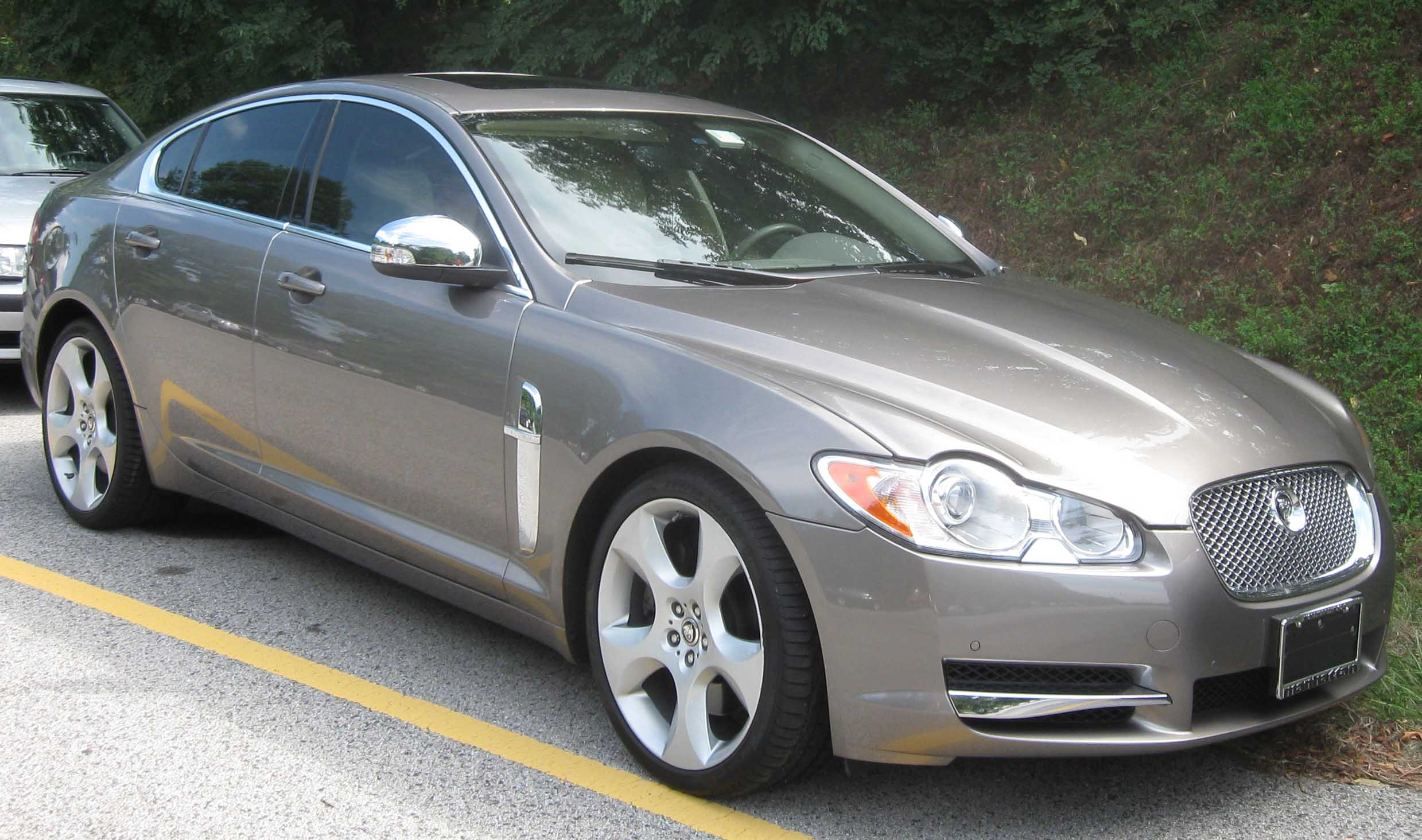
Il 3 litri PSA-Ford da 275 CV ha esordito sotto il cofano della Jaguar XF

La versione più brillante ha debuttato sulla Jaguar XF 3.0DS V6 del 2009, per essere poi estesa alla versione Sportbrake 3.0DS del 2012, cioè alla versione station wagon. Si tratta quindi di modelli il cui marchio fino al 2008 è appartenuto al Gruppo Ford, ma che in seguito è stato ceduto a Tata Group. A dispetto di ciò, il marchio britannico ha acquisito il diritto di usufruire sia del precedente V6 da 2.7 litri, sia delle sue evoluzioni. Il nuovo 3 litri è di fatto un'evoluzione del biturbodiesel da 204 CV nato nel 2004, quindi la Jaguar può usufruirne anche in piena era Tata. In seguito, all'inizio del 2010, questo motore ha trovato posto anche sotto il cofano dell'ammiraglia del Giaguaro, ossia la nuovissima generazione della Jaguar XJ, nella versione 3.0D.

Fatte le dovute precisazioni, ecco una descrizione più precisa del motore. Si tratta di un motore progettato in funzione della massima efficienza possibile e del massimo rendimento termico, il tutto per rendere tale propulsore conforme alla normativa Euro 5 vigente all'epoca del debutto del motore stesso. A tale scopo sono state riprogettate le camere di scoppio ed i condotti di aspirazione e scarico, in modo da ottenere la giunta turbolenza atta al riempimento ottimale dei cilindri ed alla combustione più completa possibile. Allo scopo di ottenere una camera di scoppio dalla forma ideale, anche i pistoni sono stati rivisti, e nella parte superiore sono stati lavorati in modo da creare una sorta di concavità che va a definire del tutto la forma della camera di scoppio quando il pistone stesso giunge al PMS. Anche l'impianto di alimentazione è stato rivisto: ora vengono utilizzati 6 iniettori di tipo piezoelettrico e dotati di sette fori. Ad ogni fase di iniezione, il getto principale viene preceduto da un getto di preparazione che crei una sorta di predisposizione per la camera di scoppio, che così può accendersi spontaneamente in maniera completa. L'intervallo tra il getto di preparazione ed il getto principale può scendere fino a soli 100 μs. Sempre a proposito dell'alimentazione, vi è anche una nuova pompa di iniezione realizzata dalla Bosch, pompa in grado di raggiungere una pressione di alimentazione di 2000 bar.

La sovralimentazione avviene tramite un nuovo sistema realizzato dalla Honeywell, consistente in una configurazione bi-stadio diversa da quella presente nel precedente 2.7. Nel caso del nuovo 3 litri, si ha un grosso turbocompressore a bassa inerzia che lavora a regimi bassi: 300 ms dopo che il motore ha superato i 2800 giri/min, gli subentra un secondo turbocompressore, sempre a bassa inerzia ma di dimensioni minori. Questo nuovo tipo di sistema di sovralimentazione, permette di evitare gli eccessivi innalzamenti di pressione allo scarico, con conseguenti perdite di pompaggio, fattori che minano l'efficienza del motore, e che erano presenti nel precedente motore da 2.7 litri.

Un'elevata efficienza deriva anche dal sistema di ricircolo dei gas di scarico, dotato di una nuova valvola, ed in grado di ridurre ulteriormente l'emissione di ossidi di azoto.

La potenza massima è di 275 CV a 4000 giri/min, mentre la coppia massima raggiunge 600 N·m a 2000 giri/min, di cui ben 500 già a 1500 giri/min. Nonostante le prestazioni superiori, i consumi e le emissioni inquinanti sono sensibilmente calati. A partire dal 2013, la versione da 275 CV non è più quella dalle più alte prestazioni, perché in occasione del lancio commerciale della seconda serie della Range Rover Sport, basata sulla quarta generazione della Range Rover, è stata introdotta una nuova variante in grado di erogare fino a 292 CV a 4000 giri/min, con coppia massima sempre a 600 Nm a 2000 giri/min. Questa variante è stata in seguito in altre varianti e portata fino a 306 CV di potenza massima.
Come già detto, e come pare evidente, sono state realizzate comunque altre varianti di tale motore. Ecco quindi di seguito un prospetto che riassume tutte le varianti del motore Ford Lion AJD da 3 litri:
| Variante | Rapporto di compressione | Potenza CV/rpm | Coppia Nm/rpm  | Applicazioni                    | Anni di produzione |
| --- | ------------------------ | -------------- | -------------- | ------------------------------- | ------------------ |
| 1. | 16.1                     | 211/4000       | 520/2000       | Land Rover Discovery 4 3.0 TDV6 | 05/2010–04/2017    |
| 1. | 16.1                     | 211/4000       | 520/2000       | Range Rover Sport Mk1 TDV6      | 2010-13            |
| 2. | 16.1                     | 245/4000       | 600/2000       | Land Rover Discovery 4 3.0 SDV6 | 09/2009–10/2010    |
| 2. | 16.1                     | 245/4000       | 600/2000       | Range Rover Sport Mk1 TDV6      | 2009-11            |
| 3. | 16.1                     | 249/40001      | 600/2000       | Land Rover Discovery 4 3.0 SDV6 | 2013-161           |
| 3. | 16.1                     | 249/40001      | 600/2000       | Range Rover Sport Mk2 3.0 TDV6  | dal 20131          |
| 3. | 16.1                     | 249/40001      | 600/2000       | Range Rover Mk4 3.0 TDV6        | dal 20131          |
| 4. | 16.1                     | 256/4000       | 600/2000       | Land Rover Discovery 4 3.0 SDV6 | 11/2010–04/2017    |
| 4. | 16.1                     | 256/4000       | 600/2000       | Range Rover Sport Mk1 3.0 SDV6  | 2011-13            |
| 5. | 16.1                     | 258/40002      | 600/2000       | Land Rover Discovery 5 TD6      | 04/2017–05/2018    |
| 5. | 16.1                     | 258/40002      | 600/2000       | Range Rover Sport Mk2 3.0 TDV6  | 09/2013–05/20182   |
| 5. | 16.1                     | 258/40002      | 600/2000       | Range Rover Mk4 3.0 TDV6        | 08/2012–05/20182   |
| 6. | 16                       | 275/4000       | 600/2000       | Jaguar XF 3.0 DS V6             | 2009-15            |
| 6. | 16                       | 275/4000       | 600/2000       | Jaguar XF Sportbrake 3.0 DS V6  | 2012-15            |
| 6. | 16                       | 275/4000       | 600/2000       | Jaguar XJ 3.0 D (X351)          | 2009-15            |
| 6. | 16                       | 275/4000       | 625/ 1500-2250 | Range Rover Mk4 3.0 SDV6        | dal 08/2018        |
| 7. | 16.1                     | 292/4000       | 600/2000       | Range Rover Sport Mk2 3.0 SDV6  | 09/2013–07/2015    |
| 7. | 16.1                     | 292/4000       | 600/2000       | Range Rover Mk4 3.0 SDV6        | 2013-14            |
| 8. | 16.1                     | 300/4000       | 700/2000       | Jaguar XF Mk2 3.0d V6           | dal 10/2015        |
| 8. | 16.1                     | 300/4000       | 700/2000       | Jaguar XJ 3.0d V6 (X351)        | 09/2015-07/2019    |
| 8. | 16.1                     | 300/4000       | 700/2000       | Jaguar F-Pace 3.0d              | dal 10/2015        |
| 8. | 16.1                     | 300/4000       | 700/2000       | Range Rover Velar D300          | dal 08/2017        |
| 9. | 16.1                     | 306/4000       | 700/2000       | Land Rover Discovery 5 3.0 SD6  | dal 08/2018        |
| 9. | 16.1                     | 306/4000       | 700/2000       | Range Rover Sport Mk2 3.0 SDV6  | dal 07/2015        |
| 9. | 16.1                     | 306/4000       | 700/2000       | Range Rover Mk4 3.0 SDV6        | dal 2015           |
| Note: 1Solo per il mercato italiano in seguito all'introduzione del superbollo sopra i 250 CV 2Non per il mercato italiano |                          |                |                |                                 |                    |

### Lion AJD-V8
Il V8 AJD è stato introdotto nel 2006, e deriva strettamente dal V6 da 2.7 litri, al quale si sono aggiunti altri due cilindri. È stato finora prodotto in due livelli di cilindrata, 3.6 e 4.4 litri. Tali motori mantengono le caratteristiche di distribuzione e sovralimentazione già viste nei due V6. La distribuzione rimane quindi a doppio albero a camme in testa per bancata, con testate a 4 valvole per cilindro, mentre la sovralimentazione avviene mediante due turbocompressori con due intercooler.

#### Variante da 3.6 litri
La variante da 3.6 litri è stata la prima a debuttare: essa mantiene le stesse misure di alesaggio e corsa del V6 da 2.7 litri, grazie ai due cilindri in più raggiunge una cilindrata di 3628 cm³.

La potenza massima erogabile è di 272 CV a 4000 giri/min, mentre la coppia massima raggiunge ben 640 Nm a 2000 giri/min.

Questo motore è stato montato su:
- Range Rover Sport 3.6 TdV8 (2006-09);
- Range Rover 3.6 TdV8 (dal 2006).

#### Variante da 4.4 litri
La variante da 4.4 litri, derivata dal 3.6 descritto poc'anzi, è stata introdotta nel settembre del 2010: grazie alle sue misure di alesaggio e corsa pari ad 84x98.5 mm, la cilindrata raggiunge i 4367 cc. La potenza massima è di 313 CV a 4000 giri/min, con un picco di coppia pari a ben 700 Nm a 1500 giri/min. Questo motore ha debuttato nel Range Rover 4.4 TDV8, prodotta appunto a partire dalla fine dell'estate 2010. Successivamente il livello di potenza è stato portato a 340 cv, a 3500 giri/minuto, e la coppia massima a 740 Nm a 1750 giri/minuto. Il propulsore è montato su Range Rover e Range Rover Sport Mk2.